# فونون

حرکت نوسانی اتمها در کریستال یک‌بعدی برای طول موجها و بسامدهای متفاوت

فونون یک کوانتوم انرژی است (مقایسه شود با فوتون). به برانگیزشِ گردآمدیِ (collective excitation) اتم‌ها در یک ساختار بلوری فونون می‌گویند. یا به بیانی ساده‌تر، نوسان‌های هماهنگ همه‌یِ اتم‌ها در یک ساختار بلوری را فونون می‌گویند. در فیزیک کوانتومی برای بیان این نوسان اتم‌ها در شبکه بلور از مفهوم شبه‌ذره بهره‌می‌جویند که فونون نام دارد.
در فیزیک ماده چگال، فونون نقش بسیار مهمی دارد و در بسیاری از خاصیتهای مواد جامد از جمله رسانایی گرمایی و رسانایی الکتریکی تأثیر گذار است.
فونون به عنوان شبه‌ذره یک بوزون است، یعنی از آمار بوز-اینشتین پیروی می‌کند.
فونون در شبکه دارای یک مفهوم فضایی غیرجایگزیده می‌باشد.
فونون یک حالت برانگیخته در کوانتیزه مکانیک کوانتومی حالت‌های ارتعاشی برای ساختارهای الاستیک ذرات برهم کنش است. در واقع، مشابه فوتون که امواج نور را کوانتیده می‌کند، فونون امواج صوتی را کوانتیده می‌کند.
مفهوم فونون اولین بار در سال ۱۹۳۰ توسط یک فیزیکدان شوروی به نام ایگور یوگنیویچ تام (به روسی: Игорь Евгеньевич Тамм) معرفی شد. نام فونون توسط یعکوو فرنکل (به روسی: Яков Ильич Френкель) پیشنهاد داده شد. این نام از واژه یونانی φωνή (phonē) برگرفته شده است که به معنای صدا یا صوت است. این نام بر تشبیه کلمه فوتون تأکید دارد، به طوری‌که فونون دوگانگی موج و ذره برای امواج صوتی را نشان می‌دهد، همان‌طور که فوتون برای امواج نور نشان می‌دهد. جامدات با بیش از یک اتم در کوچک‌ترین سلول واحد، فونون‌های صوتی و نوری را نشان می‌دهند.

## تعریف
فونون توصیف مکانیک کوانتومی یک حرکت ارتعاشی ابتدایی است که در آن شبکه‌ای از اتم‌ها یا مولکول‌ها به‌طور یکنواخت در یک فرکانس نوسان می‌کنند. در مکانیک کلاسیک این یک مُد نرمال ارتعاش را مشخص می‌کند. حالت‌های معمولی مهم هستند زیرا هر ارتعاش شبکه دلخواه را می‌توان برهم‌نهی این حالت‌های ارتعاش ابتدایی در نظر گرفت (به آنالیز فوریه مراجعه کنید). در حالی که حالت‌های معمولی در مکانیک کلاسیک پدیده‌هایی موج‌مانند هستند، فونون‌ها نیز دارای خواص ذره‌مانندی هستند که به نوعی با دوگانگی موج-ذره مکانیک کوانتومی مرتبط است.

## دینامیک شبکه
معادلات این بخش از بدیهیات مکانیک کوانتومی استفاده نمی‌کند بلکه در عوض از روابطی استفاده می‌کند که در مکانیک کلاسیک مطابقت مستقیمی با آن‌ها وجود دارد.
برای مثال: شبکه یک جامد با ساختار کریستالی (نه آمورف)
 از N ذره تشکیل شده است. این ذره‌ها ممکن است اتم باشند یا مولکول. N برای یک نمونه عادی از جامد عددی بزرگ است و برای مثال از مرتبه 1023  یا عدد آووگادرو است. از آنجایی که شبکه صلب است، اتم‌ها باید به یکدیگر نیرو وارد کنند تا همدیگر را نزدیک به حالت تعادلی نگه دارند. این نیروها شامل نیروهای وان در والسی، کوالانسی، الکترواستاتیکی و... می‌باشد که همگی این‌ها به دلیل نیرو الکتریکی هستند. به طور کلی از نیروهای مغناطیسی و گرانشی صرف نظر می‌شود. نیرو بین هر جفت اتم می‌تواند با انرژی پتانسیل V مشخص شود که به فاصله اتم‌ها بستگی دارد. انرژی پتانسیل کل شبکه، مجموع تمام انرژی‌های پتانسیل جفتی ضرب در ضریب 1/2 برای جبران شمارش مضاعف است. 
{\displaystyle {\frac {1}{2}}\sum _{i\neq j}V\left(r_{i}-r_{j}\right)}
حل این مسئله چندجسمی به‌طور صریح در مکانیک کلاسیک یا کوانتومی دشوار است. برای ساده‌سازی مسئله، معمولاً دو تقریب مهم اعمال می‌شود. اول، جمع فقط بر روی اتم‌های همسایه انجام می‌شود. اگرچه نیروهای الکتریکی در جامدات واقعی تا بی‌نهایت گسترش می‌یابند، این تقریب همچنان معتبر است زیرا میدان‌هایی که توسط اتم‌های دورتر ایجاد می‌شوند به طور مؤثر خنثی می‌گردند. دوم، پتانسیل‌ها V به‌عنوان پتانسیل‌های هارمونیک در نظر گرفته می‌شوند. این امر در صورتی مجاز است که اتم‌ها نزدیک به موقعیت‌های تعادل خود باقی بمانند. به‌طور رسمی، این کار با بسط تیلور V در اطراف مقدار تعادل تا مرتبه درجه دوم انجام می‌شود، به طوری که V متناسب با جابه‌جایی x2 و نیروی الاستیک به‌سادگی متناسب با  x  می‌شود. خطای ناشی از نادیده گرفتن جملات با مرتبه بالاتر کوچک باقی می‌ماند اگر x  به موقعیت تعادل نزدیک بماند.
شبکه‌ی حاصل را می‌توان به‌عنوان سیستمی از توپ‌هایی که با فنرها به هم متصل شده‌اند تصور کرد. شکل زیر یک شبکه مکعبی را نشان می‌دهد که مدل خوبی برای بسیاری از انواع جامدات بلوری است. سایر شبکه‌ها شامل زنجیره‌ی خطی هستند، که یک شبکه بسیار ساده است و به‌زودی از آن برای مدل‌سازی فونون‌ها استفاده خواهیم کرد. (برای مشاهده سایر شبکه‌های رایج، به ساختار بلوری مراجعه کنید.)

ساختار کریستالی مکعبی ساده

حال انرژی پتانسیل شبکه می‌توان به شکل زیر نوشته شود:
{\displaystyle \sum _{\{ij\}(\mathrm {nn} )}{\tfrac {1}{2}}m\omega ^{2}\left(R_{i}-R_{j}\right)^{2}.}
لازم به ذکر است که رویکرد ریاضی ارائه‌شده در اینجا بسیار ساده‌شده است تا برای غیرمتخصصان نیز قابل‌فهم باشد. این ساده‌سازی با استفاده از دو فرض اساسی در بیان انرژی پتانسیل کل کریستال حاصل شده است. این فرضیات عبارتند از: 
1. انرژی پتانسیل کل را می‌توان به‌صورت مجموعی از برهم‌کنش‌های دوتایی نوشت.
2. هر اتم فقط با همسایگان نزدیک خود تعامل دارد.

این فرضیات در دینامیک شبکه‌ای مدرن به ندرت استفاده می‌شوند.رویکرد عمومی‌تر این است که انرژی پتانسیل را بر حسب ثابت‌های نیرو بیان کنیم. به عنوان مثال، به مقاله ویکی‌پدیا درباره توابع گرین چندمقیاسی (به انگلیسی: Multiscale Green's function) مراجعه کنید.

### امواج شبکه

فونون در حال انتشار در یک شبکه مربعی (جابجایی اتم‌ها به‌شدت اغراق‌آمیز نشان داده شده است)

به دلیل ارتباط بین اتم‌ها، جابجایی یک یا چند اتم از موقعیت‌های تعادل خود باعث ایجاد مجموعه‌ای از امواج ارتعاشی می‌شود که از طریق شبکه انتشار می‌یابند. یکی از این امواج در شکل سمت چپ نشان داده شده است. دامنه موج با جابجایی اتم‌ها از موقعیت‌های تعادلشان تعیین می‌شود. طول موج λ مشخص شده است.
یک طول موج حداقلی وجود دارد که برابر با دو برابر فاصله تعادل a بین اتم‌ها است. هر طول موجی کوتاه‌تر از این مقدار می‌تواند به دلیل تناوب شبکه به طول‌موجی بلندتر از 2a نگاشت شود. این موضوع را می‌توان به‌عنوان نتیجه‌ای از قضیه نمونه‌‌برداری نایکوئیست-شانون در نظر گرفت، به طوری که نقاط شبکه به‌عنوان "نقاط نمونه‌برداری" یک موج پیوسته مشاهده می‌شوند.
با این حال، هر ارتعاش ممکن در شبکه طول‌موج و فرکانس مشخصی ندارد. اما مُدهای نرمال دارای طول‌موج‌ها و فرکانس‌های مشخص هستند.

### شبکه یک بعدی
برای ساده‌سازی تحلیل موردنیاز برای یک شبکه سه‌ بعدی از اتم‌ها، مدل‌سازی یک شبکه یک‌ بعدی یا زنجیره خطی مناسب است. این مدل به‌اندازه کافی پیچیده است تا ویژگی‌های اصلی فونون‌ها را نشان دهد.

#### مداخله کلاسیک
نیروهای بین اتم‌ها فرض می‌شود که خطی و همسایگی نزدیک باشند و توسط یک فنر الاستیک نمایش داده شوند. هر اتم فرض می‌شود که یک ذره نقطه‌ای باشد و هسته و الکترون‌ها به‌طور هماهنگ حرکت می‌کنند (قضیه آدیاباتیک):
n − 1   n   n + 1   ←   a   →
···o++++++o++++++o++++++o++++++o++++++o++++++o++++++o++++++o++++++o···
→→ → →→→
un − 1 un un + 1
در اینجا n شماره‌ی اتم n-ام را از مجموع N اتم‌ها برچسب‌گذاری می‌کند، a فاصله بین اتم‌ها زمانی که زنجیره در تعادل است، و un جابجایی اتم n-ام از موقعیت تعادل آن است.
اگر C ثابت الاستیک فنر و m جرم اتم باشد، آنگاه معادله حرکت اتم n-ام به صورت زیر است:
{\displaystyle -2Cu_{n}+C\left(u_{n+1}+u_{n-1}\right)=m{\frac {d^{2}u_{n}}{dt^{2}}}.}
این یک مجموعه معادلات مرتبط است.
از آنجا که انتظار می‌رود راه‌حل‌ها نوسانی باشند، مختصات جدیدی با استفاده از یک تبدیل فوریه گسسته تعریف می‌شود تا این معادلات از هم جدا شوند:
{\displaystyle u_{n}=\sum _{Nak/2\pi =1}^{N}Q_{k}e^{ikna}.}
اینجا، na به متغیر پیوسته x در نظریه میدان اسکالر مربوط می‌شود و به آن تبدیل می‌شود. Qk به عنوان مختصات نرمال برای مُدهای میدان پیوسته شناخته می‌شوند. 
{\displaystyle \phi _{k}=e^{ikna}} با {\displaystyle k=2\pi j/(Na)} برای {\displaystyle j=1\dots N}.
جایگذاری در معادله حرکت، معادلات جداشده زیر را تولید می‌کند:
{\displaystyle 2C(\cos {ka-1})Q_{k}=m{\frac {d^{2}Q_{k}}{dt^{2}}}.}
اینها معادلات برای نوسان‌گرهای هماهنگ جداشده هستند که دارای راه‌حل زیر هستند:
{\displaystyle Q_{k}=A_{k}e^{i\omega _{k}t};\qquad \omega _{k}={\sqrt {{\frac {2C}{m}}(1-\cos {ka})}}.}
هر مختصات نرمال Qk نمایانگر یک مُد ارتعاشی مستقل از شبکه با شماره موج k است که به آن مُد نرمال گفته می‌شود.
معادله دوم، برای ωk، به عنوان رابطه پاشش بین فرکانس زاویه‌ای و شماره موج شناخته می‌شود.

در محدودیت پیوسته، 
a→0، N→∞
 با ثابت نگه داشتن Na، un → φ(x)، یک میدان اسکالر، و  {\displaystyle \omega (k)\propto ka}. این به نظریه میدان اسکالر آزاد کلاسیک تبدیل می‌شود، یک مجموعه از نوسان‌گرهای مستقل.

#### مداخله کوانتومی
یک زنجیره هارمونیکی یک‌ بعدی مکانیک کوانتومی شامل N اتم یکسان است. این ساده‌ترین مدل مکانیک کوانتومی از یک شبکه است که به فونون‌ها اجازه ظهور می‌دهد. فرموله‌سازی برای این مدل به راحتی قابل تعمیم به دو و سه بعد است.
در مقابل بخش قبلی، موقعیت‌های جرم‌ها نه با {\displaystyle u_{i}}، بلکه با {\displaystyle x_{1},x_{2},\dots } به‌عنوان اندازه‌گیری از موقعیت‌های تعادل آنها نمایش داده می‌شوند. (یعنی {\displaystyle x_{i}=0} اگر ذره {\displaystyle i} در موقعیت تعادل خود باشد.) در دو یا بیشتر بعد، {\displaystyle x_{i}} کمیت‌های برداری هستند. همیلتونی این سیستم به‌صورت زیر است:
{\displaystyle {\mathcal {H}}=\sum _{i=1}^{N}{\frac {p_{i}^{2}}{2m}}+{\frac {1}{2}}m\omega ^{2}\sum _{\{ij\}(\mathrm {nn} )}\left(x_{i}-x_{j}\right)^{2}}
در اینجا m جرم هر اتم است (با فرض اینکه برای همه یکسان است)، و xi و piط به ترتیب عملگرهای موقعیت و تکانه برای اتم i-ام هستند و جمع‌گیری بر روی نزدیک‌ترین همسایگان انجام می‌شود. با این حال، انتظار می‌رود که در یک شبکه، امواجی ظاهر شوند که مانند ذرات رفتار کنند. معمولاً با امواج در فضای فوریه کار می‌شود که از مُدهای نرمال با بردار موج به‌عنوان متغیرها به‌جای مختصات ذرات استفاده می‌کند. تعداد مُدهای نرمال برابر با تعداد ذرات است. با این حال، فضای فوریه به دلیل تناوب سیستم بسیار مفید است.
مجموعه‌ای از N "مختصات نرمال" Qk ممکن است معرفی شود که به‌عنوان تبدیل فوریه گسسته xk تعریف شده و N "تکانه‌های مزدوج" Πk که به‌عنوان تبدیل فوریه pk تعریف شده‌اند:  
{\displaystyle {\begin{aligned}Q_{k}&={\frac {1}{\sqrt {N}}}\sum _{l}e^{ikal}x_{l}\\\Pi _{k}&={\frac {1}{\sqrt {N}}}\sum _{l}e^{-ikal}p_{l}.\end{aligned}}}
کمیت k در نهایت به عنوان عدد موج فونون ظاهر می‌شود، یعنی 2{\displaystyle \pi } تقسیم بر طول موج.
این انتخاب، روابط جابه‌جایی مورد نظر را هم در فضای واقعی و هم در فضای بردار موج حفظ می‌کند.
{\displaystyle {\begin{aligned}\left[x_{l},p_{m}\right]&=i\hbar \delta _{l,m}\\\left[Q_{k},\Pi _{k'}\right]&={\frac {1}{N}}\sum _{l,m}e^{ikal}e^{-ik'am}\left[x_{l},p_{m}\right]\\&={\frac {i\hbar }{N}}\sum _{l}e^{ial\left(k-k'\right)}=i\hbar \delta _{k,k'}\\\left[Q_{k},Q_{k'}\right]&=\left[\Pi _{k},\Pi _{k'}\right]=0\end{aligned}}}
از نتایج عمومی:
{\displaystyle {\begin{aligned}\sum _{l}x_{l}x_{l+m}&={\frac {1}{N}}\sum _{kk'}Q_{k}Q_{k'}\sum _{l}e^{ial\left(k+k'\right)}e^{iamk'}=\sum _{k}Q_{k}Q_{-k}e^{iamk}\\\sum _{l}{p_{l}}^{2}&=\sum _{k}\Pi _{k}\Pi _{-k}\end{aligned}}}
انرژی پتانسیل:
{\displaystyle {\tfrac {1}{2}}m\omega ^{2}\sum _{j}\left(x_{j}-x_{j+1}\right)^{2}={\tfrac {1}{2}}m\omega ^{2}\sum _{k}Q_{k}Q_{-k}(2-e^{ika}-e^{-ika})={\tfrac {1}{2}}\sum _{k}m{\omega _{k}}^{2}Q_{k}Q_{-k}}
{\displaystyle \omega _{k}={\sqrt {2\omega ^{2}\left(1-\cos {ka}\right)}}=2\omega \left|\sin {\frac {ka}{2}}\right|}
همیلتونی را می‌توان در فضای بردار موج به صورت زیر نوشت:
{\displaystyle {\mathcal {H}}={\frac {1}{2m}}\sum _{k}\left(\Pi _{k}\Pi _{-k}+m^{2}\omega _{k}^{2}Q_{k}Q_{-k}\right)}
اتصالات بین متغیرهای موقعیت حذف شده‌اند. اگر Q و Π هرمیتی بودند (که نیستند)، همیلتونی تبدیل‌یافته N نوسان‌گر هارمونیکی جدا از هم را توصیف می‌کرد.
شکل کوانتیزاسیون به انتخاب شرایط مرزی بستگی دارد؛ برای سادگی، شرایط مرزی تناوبی اعمال می‌شوند که در آن اتم (N + 1)-ام معادل اتم اول تعریف می‌شود. از نظر فیزیکی، این به معنای اتصال زنجیره در دو سر آن است. کوانتیزاسیون حاصل به صورت زیر است: 
{\displaystyle k=k_{n}={\frac {2\pi n}{Na}}\quad {\mbox{for }}n=0,\pm 1,\pm 2,\ldots \pm {\frac {N}{2}}.\ }
حد بالای n از حداقل طول موج ناشی می‌شود که برابر با دو برابر فاصله شبکه a است، همان‌طور که در بالا بحث شد.
مقادیر ویژه یا سطوح انرژی نوسان‌گر هارمونیکی برای مُد ωk به صورت زیر هستند: 
{\displaystyle E_{n}=\left({\tfrac {1}{2}}+n\right)\hbar \omega _{k}\qquad n=0,1,2,3\ldots }
سطوح به صورت یکنواخت فاصله‌دار هستند به مقدار: 
{\displaystyle {\tfrac {1}{2}}\hbar \omega ,\ {\tfrac {3}{2}}\hbar \omega ,\ {\tfrac {5}{2}}\hbar \omega \ \cdots }
که در آن 1/2ħω انرژی نقطه صفر یک نوسان‌گر هارمونیکی کوانتومی است.
مقدار دقیقی از انرژی ħω باید به شبکه نوسان‌گر هارمونیکی اعمال شود تا به سطح انرژی بعدی برود. به‌طور مشابه با مورد فوتون در هنگام کوانتیده شدن میدان الکترومغناطیسی، کوانتوم انرژی ارتعاشی به نام فونون شناخته می‌شود.
همه سیستم‌های کوانتومی به‌طور همزمان ویژگی‌های موج‌گونه و ذره‌گونه را نشان می‌دهند. ویژگی‌های ذره‌گونه فونون با استفاده از روش‌های کوانتیده‌سازی دوم و تکنیک‌های عملگر که در ادامه توضیح داده می‌شوند، بهتر قابل درک هستند.

### شبکه سه بعدی
این موضوع را می‌توان به یک شبکه سه‌بعدی تعمیم داد. عدد موج k جایگزین یک بردار موج سه‌بعدی k می‌شود. علاوه بر این، هر k اکنون با سه مختصات نرمال مرتبط است.
شاخص‌های جدید s = 1, 2, 3 قطبش فونون‌ها را نشان می‌دهند. در مدل یک‌ بعدی، اتم‌ها به حرکت در طول خط محدود بودند، بنابراین فونون‌ها به امواج طولی مربوط می‌شدند. در سه بعد، ارتعاش به جهت انتشار محدود نیست و می‌تواند در صفحات عمود نیز رخ دهد، مانند امواج عرضی. این موضوع منجر به مختصات نرمال اضافی می‌شود که، همان‌طور که شکل همیلتونی نشان می‌دهد، می‌توان آن‌ها را به‌عنوان گونه‌های مستقل فونون‌ها در نظر گرفت.